# Vayee
Vayee är en klan i Liberia.   Den ligger i regionen Nimba County, i den nordöstra delen av landet, 280 km nordost om huvudstaden Monrovia.